# Joseph R. Lakowicz
Joseph Raymond Lakowicz (* 1948 in Philadelphia) ist ein US-amerikanischer Biochemiker. Er ist Professor an der School of Medicine der University of Maryland in Baltimore und Direktor des dortigen Zentrums für Fluoreszenzspektroskopie sowie Autor des Standardwerks auf diesem Gebiet, das 2006 schon in der dritten Auflage erschien.

## Leben
Joseph Raymond Lakowicz, Jr. wurde 1948 in Philadelphia, Pennsylvania geboren. Er studierte Ende der 1960er Jahre am La Salle College in Philadelphia (heute La Salle University) Biologie, wechselte später aber zur Chemie; B.Sc. 1970. Danach studierte er an der University of Illinois – unter anderem bei Gregorio Weber, einem maßgeblichen Pionier auf dem Gebiet der Fluoreszenzspektroskopie – wo er 1973 promovierte. Von 1973 bis 1974 war er als Post-Doktorand am Department of Biochemistry an der University of Oxford in England. Nach seiner Rückkehr wurde er Assistenzprofessor für Biochemie an der University of Minnesota und wechselte 1980 an die University of Maryland in Baltimore, wo er seit 1984 Professor für Biochemie und Molekularbiologie ist. 1988 wurde er Direktor des Zentrums für Fluoreszenzspektroskopie der School of Medicine der Universität. Forschungsschwerpunkt ist die Fluoreszenz und deren Anwendung in der Spektroskopie, Mikroskopie und für bildgebende Verfahren.
Lakowicz prägte unter anderem den Begriff fluorescence lifetime imaging microscopy (FLIM) und sein Labor war Mitte der 1990er Jahre mitbeteiligt an ersten Veröffentlichungen zur experimentellen Anwendung von Licht-Fluoreszenzlöschung mit zeitverzögerten Lichtpulsen. Einer der Mitautoren war Stefan Hell, der jenerzeit die darauf beruhende STED-Mikroskopie entwickelte, die er 1999 erstmal experimentell realisieren konnte.
1983 erschien die erste Auflage seines Lehrbuches Principles of Fluorescence Spectroscopy, das in der Folgezeit das Standardwerk auf diesem Gebiet wurde und 2006 schon in der dritten Auflage erschien (5. korrigierter Druck 2010). Weiterhin ist er Gründer des Journal of Fluorescence und des Journal of Biomedical Optics.

## Werke (Auswahl)
- Principles of Fluorescence Spectroscopy. (1. Auflage 1983, 2. Auflage 1999) 3. Auflage, Springer, 2006, ISBN 978-0-387-31278-1 (5. korrigierter Druck 2010).
- Herausgeber von: Topics in Fluorescence Spectroscopy. (Vol. 1, 1991; Vol. 12, 2007), Kluwer Academic/Springer, 1991–2007.
- Mit Jian Zhang: Emerging Applications of Colloidal Noble Metals in Cancer Nanomedicine. Future Medicine, London 2012, ISBN 978-1-78084-072-7.